# Dubrauki
Dubrauki (biał. Дубраўкі; ros. Дубровки, Dubrowki; pol. hist. Dubrówki) – wieś na Białorusi, w obwodzie homelskim, w rejonie lelczyckim, w sielsowiecie Simonicze.

## Historia
W dwudziestoleciu międzywojennym chutory położone w granicach Związku Sowieckiego. Od 1991 w niepodległej Białorusi.